# Октябрський (Тотемський район)
Октя́брський (рос. Октябрьский) — селище у складі Тотемського району Вологодської області, Росія. Входить до складу П'ятовського сільського поселення.

## Населення
Населення — 142 особи (2010; 255 у 2002).
Національний склад (станом на 2002 рік):
- росіяни — 9 %